# تريستان إيتون
تريستان إيتون (بالإنجليزية: Tristan Eaton)‏ هو رسام جداريات ‏ أمريكي، ولد في 1978 في هوليوود في الولايات المتحدة.